# Tubabkollon Point
Der Tubabkollon Point (Schreibvariante: Tubab Kollon Point) ist ein Kap im westafrikanischen Staat Gambia und liegt im Fluss Gambia auf dem südlichen Flussufer rund 100 Kilometer von der Mündung in den Atlantischen Ozean entfernt. Die Landmarke ist sieben Kilometer von Tendaba entfernt und ist von dort aus zu Fuß oder mit einem Boot erreichbar.
Tubabkollon Point liegt im Kiang West National Park im Nordosten des Naturschutzgebietes, der gut für Wildtierbeobachtung geeignet ist. So sind beispielsweise Warzenschweine, Buschböcke und Sitatungas, neben Guinea-Paviane dort an der Wasserstelle zu sehen.

## Geschichte
Früher war an diesem Punkt mal ein portugiesischer Handelsstützpunkt, der Name Tubab Kollon lautet frei übersetzt „Weißer Manns Brunnen“ (Toubab =Weißer Mann).